# Çaro (Pyrénées-Atlantiques)
Çaro település Franciaországban, Pyrénées-Atlantiques megyében. Lakosainak száma 174 fő (2022. január 1.). Çaro Aincille, Saint-Jean-le-Vieux, Saint-Jean-Pied-de-Port és Saint-Michel községekkel határos.

## Népesség
A település népességének változása:
| Lakosok száma | 186  | 193  | 204  | 204  | 198  | 193  | 187  | 181  | 174  |
|               | 2013 | 2015 | 2016 | 2017 | 2018 | 2019 | 2020 | 2021 | 2022 |